# Buchnera retrorsa
Buchnera retrorsa är en snyltrotsväxtart som beskrevs av Philcox. Buchnera retrorsa ingår i släktet Buchnera och familjen snyltrotsväxter. Inga underarter finns listade i Catalogue of Life.